# Легенда о Завещании мавра
«Легенда о Завещании мавра» — советский рисованный мультфильм 1959 года, поставленный режиссёрами Михаилом и Верой Цехановскими и снятый к столетию со дня смерти классика американской литературы Вашингтона Ирвинга по его новелле.

## Сюжет
| Средневековая Испания… Во времена инквизиции жестоким гонениям подвергались иноверцы-мавры и те, кто осмеливались помогать им. |

Весёлый водонос Педро Хиль зарабатывает на жизнь тем, что продаёт питьевую воду, которую развозит на своём осле Пеко. Однажды вечером он встречает старого, едва живого мавра и приводит его к себе домой, где тот и умирает, оставив водоносу в подарок шкатулку.
По настоянию своей перепуганной жены Маркиты, Педро немедленно вывозит тело за город и хоронит. Однако цирюльник, живущий по соседству, узнаёт об этом и на следующий день докладывает судье. Тот немедленно вызывает Педро и его жену на суд. Судья, его советник-альгвазил и цирюльник соглашаются «замять дело», если Педро отдаст им всё, что украл у якобы «убитого им» мавра. Водоносу приходится отдать им шкатулку, но в ней оказываются лишь лист пергамента и огарок свечи.
Подавив первый порыв ярости, судья решает отпустить Педро и проследить за ним. Осла он забирает себе, а шкатулку с содержимым отдаёт обратно. Теперь путь с водой от источника до города становится совершенно невыносимым. Педро в гневе бросает шкатулку оземь, и оттуда появляется дух мавра, который говорит, что на листе — заклинание, с помощью которого можно обнаружить пещеру с несметными сокровищами, но находиться там можно лишь до тех пор, пока эта свеча не погаснет. Педро отправляется в пещеру и наскоро забирает небольшой мешок золотых монет и драгоценностей.
Бдительный цирюльник узнаёт о внезапном богатстве Педро, и тот снова предстаёт перед судьёй. Чтобы спасти свою жизнь, водоносу приходится отвести судью и его приспешников (альгвазила и цирюльника-доносчика) к волшебной пещере. Сначала враги боятся войти внутрь, но, когда Педро выносит из сокровищницы полный кувшин золотых монет, бросаются внутрь, желая загрести побольше. Педро задувает волшебную свечу, запирает злодеев в пещере, а сам возвращается домой с любимым ослом и кувшином золота.
Какая бы ка́ра не угрожала честному водоносу, он всегда, как брату, поможет иноверцу…

## Создатели
- Сценарий – Леонид Белокуров
- Композитор – Юрий Левитин
- Режиссёры-постановщики: Михаил Цехановский, Вера Цехановская
- Художники-постановщики: Александр Беляков, Анатолий Курицын
- Оператор: Елена Петрова
- Звукооператор: Борис Фильчиков
- Художники-мультипликаторы: Рената Миренкова, Лидия Резцова, Виктор Шевков, Владимир Зарубин, Владимир Арбеков, Татьяна Таранович, Елена Хлудова, Валентин Кушнерёв, Борис Бутаков, Виктор Лихачёв

## В ролях
- Леонид Галлис — Педро Хиль, водонос
- Мария Виноградова — Маркита, жена Педро
- Юрий Левицкий — мавр
- Эраст Гарин — судья
- Сергей Мартинсон — цирюльник
- Александр Щагин — альгвазил